# Nursery Island
Nursery Island (englisch für Kinderkrippeninsel) ist eine kleine Insel im Archipel der Heard und McDonaldinseln im südlichen Indischen Ozean. Sie liegt vor dem Westufer der Winston-Lagune der Insel Heard.
Australische Wissenschaftler benannten sie so, weil die Insel ein Rückzugsgebiet für von den Muttertieren entwöhnte Jungtiere des Südlichen See-Elefanten ist.